# Vinterdvala (film)
Vinterdvala (turkiska: Kış uykusu) är en turkisk dramafilm från 2014 i regi av Nuri Bilge Ceylan. Handlingen utspelar sig i Anatolien. Filmen fick Guldpalmen och FIPRESCI-priset vid filmfestivalen i Cannes 2014.

## Medverkande
- Haluk Bilginer
- Demet Akbağ
- Melisa Sözen
- Ayberk Pekcan
- Tamer Levent
- Nejat İşler
- Serhat Kılıç

## Tillkomst
Filmen producerades genom regissörens bolag NBC film i samarbete med turkiska Zeynofilm, tyska Bredok film production och franska Memento films. Den fick 450 000 euro i stöd från Europarådets filmfond Eurimages. Inspelningen ägde rum under två vintermånader i Kappadokien följt av fyra veckor i Istanbul för studioscener. Kameramodellen som användes var Sony F65.